# 莫内斯普尔 (阿列日省)
莫内斯普尔（法語：Monesple）是法国阿列日省的一个市镇，属于帕米耶区（Pamiers）勒福萨县（Le Fossat）。该市镇2009年时的人口为27人。

## 人口
莫内斯普尔人口变化图示
| 数据来源：INSEE |